# UCI-Mountainbike-Marathon-Weltcup
Der UCI-Mountainbike-Marathon-Weltcup  ist eine vom Radsport-Weltverband UCI 2025 erstmals organisierte Rennserie, bei der im Mountainbike-Marathon (XCM) um Weltcuppunkte gekämpft wird.

## Geschichte
Der Mountainbike-Marathon hat eine wechselvolle Geschichte im Wettkampfprogramm der UCI. 2003 wurden erstmals Mountainbike-Marathon-Weltmeisterschaften ausgerichtet und parallel dazu eine MTB-Marathon-Weltserie mit fünf Läufen durchgeführt, die auch 2004 bestand. Von 2005 bis 2008 war der Marathon neben Cross-Country, Downhill und Four Cross offizieller Bestandteil des UCI-Mountainbike-Weltcups, wenngleich die Marathons zumeist getrennt von den übrigen Wettbewerben stattfanden. Nachdem es 2008 nur zwei Weltcup-Marathons gegeben hatte, verschwand die Disziplin wieder aus dem Programm. Ab 2012 kreierte der Weltverband für dieses Wettkampfformat die UCI-Mountainbike-Marathon-Serie, die aus bis zu 30 Marathonrennen pro Jahr bestand und zur Qualifikation für die Weltmeisterschaften diente. 2021 wurde eine Marathon-Weltrangliste eingeführt und die Serie stark verkürzt, dafür kamen einige Cross-Country-Etappenrennen hinzu. Nach nur zwei Jahren wurden die Marathonrennen wiederum in den Mountainbike-Weltcup integriert, der nunmehr als UCI-Mountainbike-Weltserie firmierte. Auch dieses Arrangement hielt nur zwei Jahre.
Anfang 2025 gab die UCI die Schaffung eines eigenständigen Marathon-Weltcups bekannt. Die Organisation desselben wurde an die Südtiroler Firma Hero Series delegiert. In seiner ersten Austragung 2025 umfasst der Weltcup fünf Runden in Europa.

## Modus
Die Modalitäten des Marathon-Weltcups werden durch Abschnitt 4.12 des UCI-Regelwerks bestimmt und sind gegenüber 2023 und 2024 zunächst unverändert. Männer und Frauen fahren in je einer Altersklasse ab 19 Jahren. Weltcuppunkte werden an die ersten 60 jedes Rennens vergeben, wobei ein Sieg 250 Punkte zählt. Die besten 20 des Weltcups qualifizieren sich automatisch für die Mountainbike-Marathon-Weltmeisterschaften. Der Gesamtsieg wird mit 5000 Euro Preisgeld belohnt.

## Ergebnisse 2025
Der Weltcup 2025 soll aus folgenden fünf Rennen bestehen:
- Capoliveri: 10. Mai (62 km, 2200 Höhenmeter)
- La Rabassa: 1. Juni (87 km, 3000 Höhenmeter)
- Wolkenstein: 14. Juni (86 km, 4500 Höhenmeter)
- Kirchzarten: 13. Juli (118 km, 3550 Höhenmeter)
- Girona: 21. September (78 km, 2200 Höhenmeter)

Beim Rennen in Kirchzarten handelt es sich um den Black Forest Ultra Bike Marathon, beim Rennen in Wolkenstein um den Hero Dolomites.

### Männer
| # | Datum         | Ort         | Erster               | Zweiter              | Dritter             |
| - | ------------- | ----------- | -------------------- | -------------------- | ------------------- |
| 1 | 10. Mai       | Capoliveri  | Wout Alleman         | Gioele De Cosmo      | Fabian Rabensteiner |
| 2 | 1. Juni       | La Rabassa  | Héctor Leonardo Páez | Andreas Seewald      | Wout Alleman        |
| 3 | 14. Juni      | Wolkenstein | Andreas Seewald      | Héctor Leonardo Páez | Andrea Siffredi     |
| 4 | 13. Juli      | Kirchzarten | Andreas Seewald      | Gioele De Cosmo      | Wout Alleman        |
| 5 | 21. September | Girona      |                      |                      |                     |

### Frauen
| # | Datum         | Ort         | Erste            | Zweite           | Dritte          |
| - | ------------- | ----------- | ---------------- | ---------------- | --------------- |
| 1 | 10. Mai       | Capoliveri  | Rosa van Doorn   | Lejla Njemčević  | Adelheid Morath |
| 2 | 1. Juni       | La Rabassa  | Rosa van Doorn   | Sandra Mairhofer | Vera Looser     |
| 3 | 14. Juni      | Wolkenstein | Sandra Mairhofer | Mara Fumagalli   | Paula Gorycka   |
| 4 | 13. Juli      | Kirchzarten | Rosa van Doorn   | Mara Fumagalli   | Adelheid Morath |
| 5 | 21. September | Girona      |                  |                  |                 |